# Resolució 691 del Consell de Seguretat de les Nacions Unides
La Resolució 691 del Consell de Seguretat de les Nacions Unides, adoptada per unanimitat el 6 de maig de 1991, després de recordar resolucions 637 (1989), 644 (1989) i 675 (1990), el Consell va aprovar un informe del Secretari General de les Nacions Unides i va decidir ampliar el mandat del Grup d'Observadors de les Nacions Unides a Centreamèrica durant sis mesos més fins al 7 de novembre 1991.
La resolució va assenyalar la necessitat de mantenir-se vigilant dels costos financers del Grup d'Observadors, atesa la major demanda de Forces de Manteniment de la Pau de les Nacions Unides. També va demanar al Secretari General que informés abans del final del mandat actual sobre tots els aspectes del Grup d'observadors.